# 横二条
39°54′35″N 116°22′35″E / 39.909781°N 116.3763362°E
横二条，是位于北京市西城区中部的一条胡同。现已拓宽为道路。

## 简介
横二条为南北走向，南到西长安街，北到太仆寺街，全长533米，平均宽6米。清朝北段称宽街，因为路面宽而得名。南段称横二条，因为和头条胡同、二条胡同垂直相交而得名。1965年，将宽街、小秤钩胡同并入，统称横二条。小秤钩胡同位于横二条南部东侧，为东西曲折走向的死胡同，因形似秤钩又短于大秤钩胡同而得名。
中国书店将专门经营杂志的门市部设在横二条2号。2010年代将门脸房出租，门市部面积缩小。
2006年，横二条34号院（中共中央组织部机关事务管理局宿舍）内的两条圆明园大水法的石鱼被无偿送回圆明园。2007年，圆明园为这两条石鱼等10件文物（其他8件由北京电教馆送回）的回归而举行仪式。两条石鱼自此露天陈列在大水法遗址。